# Xambioá
Xambioá este un oraș în Tocantins (TO), Brazilia.